# Maybe I should have
Maybe I should have er en dokumentarfilm fra 2010 af den islandske filminstruktør Gunnar Sigurðsson.

## Eksterne Henvisninger
- Maybe I should have på Internet Movie Database (engelsk)
- Maybe I should have på The Movie Database (engelsk)
- Maybe I should have på Filmaffinity (engelsk)
- Officiel side Arkiveret 10. maj 2011 hos  Wayback Machine

| Film | Spire Denne filmartikel er en spire som bør udbygges. Du er velkommen til at hjælpe Wikipedia ved at udvide den. |